# Parallax (jeu vidéo)
Parallax est un jeu vidéo de type shoot'em up développé par Sensible Software pour le Commodore 64. Il était publié en 1986 par Ocean Software en Europe et Mindscape en Amérique du Nord. Le jeu comporte un défilement parallaxe, qui donne l'illusion de profondeur à ce jeu vidéo à défilement latéral.